# Евелина Хаверфилд
Евелина Хаверфилд (енгл. Evelina Haverfield; Инверлох, 9. август 1867 – Бајина Башта, 21. март 1920) била је британска сифражеткиња и хуманитарна радница. Почетком 20. века била је укључена у рад Социјално-политичке уније жена, милитантне организације Емелин Панкхерст, која се залагала за женско право гласа. Током Првог светског рата је радила као добровољна медицинска сестра у Србији. После рата вратила се у Србију да подигне Дом за ратну сирочад у Бајиној Башти.

## Детињство и младост
Евелина Хаверфилд рођена је као Пречасна Евелина Скарлет у градићу Инверлох у Шкотској 9. августа 1867. године. Била треће од шесторо деце Вилијама Фредерика Скарлета, трећег барона Абингера и његове супруге Хелен Магрудер, чији је отац био командант у Америчкој ратној морнарици. Детињство проводи живећи на релацији Инверлох-Лондон. Године 1880. одлази на школовање у Диселдорф. Са 19 година, 10. фебруара 1887. године, удала се за 20 година старијег Хенрија Хаверфилда, мајора Краљевске артиљерије и пар се сели у Дорсет. Имали су сина: Џона Кембела Хаверфилда (рођеног 1887. године који је погинуо у рату 1915) и Брука Танстала Хаверфилда (рођеног 1889). Хенри Хаверфилд умро је осам година касније.
Евелина Хаверфилд уживала је у животу какав није био уобичајен за жене тога доба (на пример, уживала је у бициклизму, а свој бицикл звала је „Пегаз”). Бициклизам је била једна од омиљених активности сифражеткиња јер је, осим свежег ваздуха, пружао и осећај слободе.
Евелина се 19. јула 1899. године други пут удала, за мајора Краљевске артиљерије Џона Хенрија Белгјуа. Током Другог бурског рата борави две године у Јужној Африци, као асистент мужу који је тамо био стациониран. Волела је да буде у ратној зони и чак је учествовала у вежбама гађања.

## Борба за женска права
Евелина Хаверфилд показује интересовање за политику и придружује се умереним удружењима сифражеткиња и придружује се Шерборнском огранку Националног савеза женских сифражетских удружења (National Union of Women's Suffrage Societies). Године 1908. учествује на митингу у дворани Ројал Алберт хол (Royal Albert Hall) и придружује се милитантној организацији Социјално-политичка унија жена (Women's Social and Political Union - WSPU). Као чланица ове организације учествовала у бројним протестима и била ухапшен неколико пута због ометања и напада на полицију.

## Први светски рат
Када је 1914. године избио Први светски рат Евелина Хаверфилд оснива Женски корпус хитне помоћи (Women's Emergency Corps). Наредне године добровољно се пријављује у Болницу шкотских жена, и придружује се Елси Инглис у Србији. Почетком 1916. године, због немачке инвазије, биле су приморани да напусте Србију. Евелина се вратила у Енглеску, где је извештавала тамошњу јавност о ситуацији у Србији. У августу 1916. године, на позив Елси Инглис, она одлази у Добруџу. Са Флором Сандс оснива Фонд Пречасне Евелине Хаверфилд и Мајора Флоре Сандс за помоћ српским војницима и заробљеницима (Hon. Evelina Haverfield's and Sert-Major Flora Sandes's Fund for Promoting Comforts for Serbian Soldiers and Prisoners).

### После рата
По завршетку рата Евелина усмерава своју пажњу према српској ратној сирочади. Године 1919. враћа се у Србију, где оснива Дом за незбринуту децу у Бајиној Башти.
Умрла 21. марта 1920. године од упале плућа. Сахрањена је у порти цркве Светог пророка Илије у Бајиној Башти, као једино несвештено лице коме је ова црква пружила ту част. На њеном надгробном споменику пише: „Радила је за српски народ и борила се као равноправан борац, прави јахач и највернији пријатељ! Почивај у миру.”

## Одликовања
Пречасна Евелина Хаверфилд је одликована највишим српским одликовањима: Орденом Светог Саве (IV и V реда) и Орденом Белог орла са мачевима, који јој је додељен постхумно. Тиме је српски народ изразио своју захвалност овој храброј жени, за све што је учинила за српски народ у време највећих страдања у Првом светском рату.

## Подсећања
У спомен Племенитој Евелини Хаверфилд у Бајиној Башти је 1930. године отворена „Дом-Болница Евелине Хаверфилд”. Касније је у црквеној згради отворен „Дом Евелине Хаверфилд”, чиме је испуњен Евелинин аманет да за све усамљене, напуштене и гладне постоји једно топло склониште под истим кровом. Данас се једна улица у Бајиној Башти зове по овој храброј жени (локација улице Евелине Хаверфилд) а Дом здравља носи име Дом здравља „Евелина Хаверфилд” Бајина Башта Архивирано на веб-сајту  (18. септембар 2016).
Британкама, које су у Првом светском рату помагале српском народу и војсци одата је почаст у виду поштанских маркица. У питању су Шкотланђанке и на маркицама се налазе ликови Флоре Сендс (једина жена официр српске војске из Велике Британије), др Кетрин Стјуарт Макфејл (припадница болнице шкотских жена), Елси Инглиш (прва жена одликована орденом белог орла), психијатар др Изабел Галовеј Хатон, Евелина Хаверфилд (активисткиња за права жена) и лекарка др Елизабет Рос. Издавање маркица је део шире кампање коју је спровела амбасада Велике Британије у Србији, а којом је одата почаст за више од 600 жена које су помогле Србији у Првом светском рату.